# Teatro irlandês

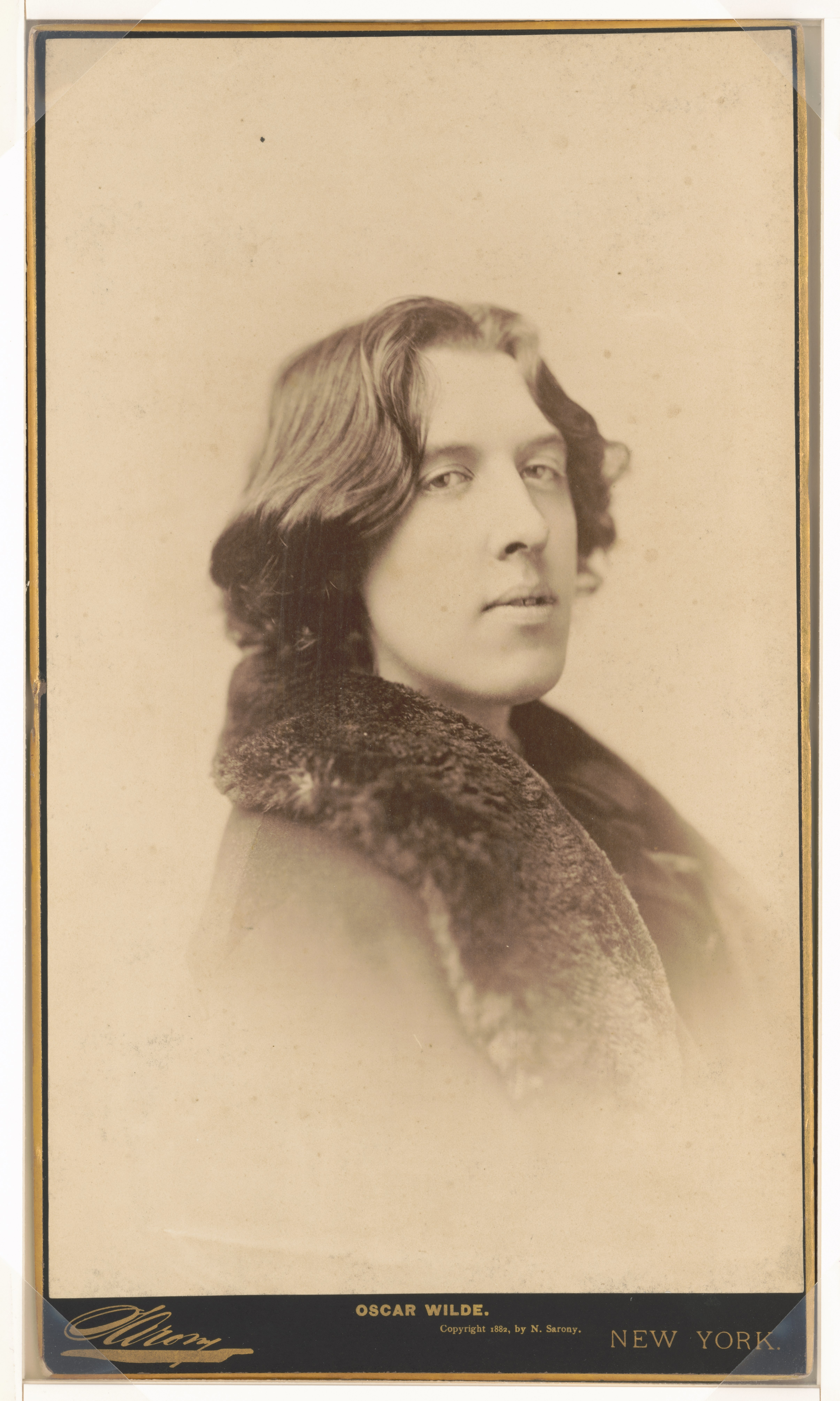
Oscar Wilde é um dos dramaturgos irlandeses mais célebres.

O teatro irlandês designa toda a produção teatral realizada por irlandeses ou apresentada na Irlanda. Sua história se inicia com ascensão da administração inglesa em Dublin, no início do século XVII. Apesar de sua diminuta extensão territorial, a Irlanda proporcionou consideráveis criações teatrais em língua inglesa.